# 圣伊莱尔迪罗西耶
圣伊莱尔迪罗西耶（法語：Saint-Hilaire-du-Rosier，法語發音：[sɛ̃.t‿ilɛʁ dy ʁozje]）是法国伊泽尔省的一个市镇，属于格勒诺布尔区。

## 地理
圣伊莱尔迪罗西耶（45°6'3"N, 5°14'53"E）面积16.42 平方千米，位于法国奥弗涅-罗讷-阿尔卑斯大区伊泽尔省，该省份为法国东南部内陆省份，北起顺时针与安省、萨瓦省、上阿尔卑斯省、德龙省、阿尔代什省、卢瓦尔省和罗讷省。
与圣伊莱尔迪罗西耶接壤的市镇（或旧市镇、城区）包括：圣瑞斯特德克莱、圣拉捷、拉索讷、拉博姆多斯坦、鲁瓦扬地区圣纳泽尔、沙特、圣博内德沙瓦涅。

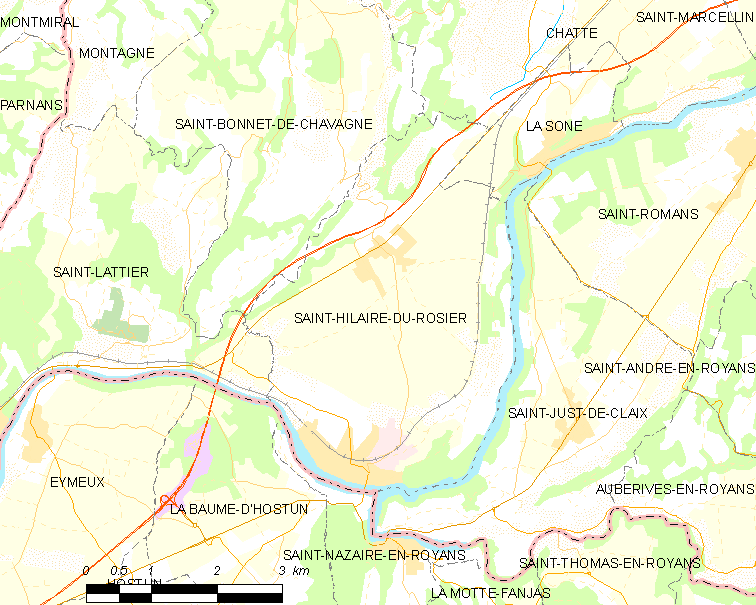
圣伊莱尔迪罗西耶的OSM定位图

圣伊莱尔迪罗西耶的时区为UTC+01:00、UTC+02:00（夏令时）。

## 行政
圣伊莱尔迪罗西耶的邮政编码为38840，INSEE市镇编码为38394。

## 政治
圣伊莱尔迪罗西耶所属的省级选区为南格雷西沃当县。

## 人口

1962-2008年间圣伊莱尔迪罗西耶人口变化图示

圣伊莱尔迪罗西耶于2022年1月1日时的人口数量为1934人。